# کلیساهای مدرسه معماری پسکوف
کلیساهای مدرسه معماری پسکوف (انگلیسی: Churches of the Pskov School of Architecture) یک میراث جهانی یونسکو است که در سال ۲۰۱۹ به فهرست میراث جهانی یونسکو افزوده شد. این سایت شامل ده کلیسا یا صومعه و ساختمان‌های مرتبط در اطراف شهر پسکوف در روسیه است. این آثار نمایانگر کار مکتب پسکوف هستند که از سنت‌های امپراتوری بیزانس و ولیکی نووگورود الهام گرفته، آن‌ها را با سنت‌های بومی محلی ترکیب کرده و معماری را با استفاده از منابع محلی تطبیق داده است. کلیساها از قرن دوازدهم تا اوایل قرن هفدهم ساخته شده‌اند و اوج این سبک در قرون پانزدهم و شانزدهم بوده است. معماران پسکوف در چندین شهر روسی از جمله مسکو، کازان و Sviyazhsk نیز به طراحی آثار معماری پرداخته‌اند.

## فهرست
فهرست ده کلیسای شامل در سایت میراث جهانی ثبت‌شده:
| نام سایت                                                                     | مختصات جغرافیایی                                                                |
| ---------------------------------------------------------------------------- | ------------------------------------------------------------------------------- |
| Cathedral of Ioann Predtecha (John the Precursor) از صومعه ایوانوفسکی، پسکوف | ۵۷°۴۹′۳۳″شمالی ۲۸°۱۹′۰۵″شرقی / ۵۷٫۸۲۵۸۰۴۴۳۴۲۷۸۰۱°شمالی ۲۸٫۳۱۸۰۳۱۵۴۵۰۹۷۶۰۴°شرقی  |
| مجموعه صومعه اسپاسو-میروژسکی: کلیسای کلیسای تغییر شکل                        | ۵۷°۴۸′۲۳″شمالی ۲۸°۱۹′۴۴″شرقی / ۵۷٫۸۰۶۴۲۰۳۶۰۸۵۹۷۷°شمالی ۲۸٫۳۲۸۹۷۵۴۴۴۹۶۵۱۸۴°شرقی  |
| Church of the Archangel Michael همراه با برج ناقوس                           | ۵۷°۴۹′۰۵″شمالی ۲۸°۲۰′۰۲″شرقی / ۵۷٫۸۱۸۱۵۳۵۴۴۲۷۶۸۴۶°شمالی ۲۸٫۳۳۳۷۸۳۸۲۸۵۰۵۵۱۷°شرقی |
| Church of Pokrova (Intercession) from the Prolom                             | ۵۷°۴۸′۱۹″شمالی ۲۸°۲۰′۰۳″شرقی / ۵۷٫۸۰۵۲۸۴۷۶۳۱۹۷۱۷°شمالی ۲۸٫۳۳۴۰۹۶۱۷۴۰۵۱۴۴۲°شرقی  |
| Church of Cosmas and Damian                                                  | ۵۷°۴۹′۲۳″شمالی ۲۸°۲۰′۰۱″شرقی / ۵۷٫۸۲۳۱۸۲۳۶۴۱۷۷۵۲°شمالی ۲۸٫۳۳۳۵۳۳۱۵۸۲۱۶۷۴۲°شرقی  |
| Church Georgiya Vzvoza                                                       | ۵۷°۴۸′۳۵″شمالی ۲۸°۱۹′۵۷″شرقی / ۵۷٫۸۰۹۸۱۱۹۸۶۴۷۳۹°شمالی ۲۸٫۳۳۲۴۷۵۵۸۸۸۴۷۴۹۴°شرقی   |
| Church of the Epiphany                                                       | ۵۷°۴۹′۲۲″شمالی ۲۸°۲۰′۲۰″شرقی / ۵۷٫۸۲۲۸۴۳۹۷۷۵۵۶۴۱°شمالی ۲۸٫۳۳۸۷۵۵۴۷۳۴۸۵۴۸۸°شرقی  |
| Church of St. Nicholas from Usokhi                                           | ۵۷°۴۸′۵۶″شمالی ۲۸°۲۰′۰۳″شرقی / ۵۷٫۸۱۵۴۹۰۳۶۶۵۱۱۲۳۴°شمالی ۲۸٫۳۳۴۲۶۳۳۸۵۳۵۶۶۱°شرقی  |
| Church of Basil the Great on Gorka                                           | ۵۷°۴۸′۵۵″شمالی ۲۸°۲۰′۰۹″شرقی / ۵۷٫۸۱۵۲۱۴۲۱۳۴۵۸۸۳°شمالی ۲۸٫۳۳۵۷۵۵۹۱۲۵۲۶۲۸۸°شرقی  |
| مجموعه صومعه سنتوگورسکی: کلیسای کلیسای تولد مادر خدا                         | ۵۷°۵۰′۰۶″شمالی ۲۸°۱۵′۴۷″شرقی / ۵۷٫۸۳۵۱۳۴۵۰۴۴۷۷۶۱۵°شمالی ۲۸٫۲۶۳۰۰۸۲۶۵۲۶۷۸۹۲°شرقی |